# 나주공업고등학교
나주공업고등학교(羅州工業高等學校)는 대한민국 전라남도 나주시 대호동에 있는 사립 고등학교이다.

## 학교 연혁
- 1972년 12월 20일 : 나주 한독 공업고등학교 설립
- 1978년 9월 11일 : 학교법인 금성학원 설립자 이재근 취임
- 1982년 3월 1일 : 금성종합고등학교로 교명 변경
- 1988년 3월 1일 : 나주공업고등학교로 교명 변경
- 2010년 2월 4일 : 제2대 이익행 이사장 취임
- 2021년 3월 2일 : 제16대 김향운 교장 취임
- 2025년 1월 3일 : 제50회 졸업식 117명(총 졸업생 13,221명)

## 설치 학과
- 기계과
- 전기과
- 스마트팩토리과

## 참고 자료
- 나주공업고등학교 - 한국교육학술정보원 학교알리미